# Купен Михайлов
Архимандрит Купен Михайлов е български католически свещеник, автор на изследвания свързани с Kатолическата апостолическа общност в България.

## Биография
Купен Михайлов Георгиев е роден на 24 януари 1920 г. в град Малко Търново. Завършва нисшата семинария на възкресенците в Стара Загора.
Учи в Рим, първоначално е семинарист във висшата духовна семинария „Русикум“, подготвяща свешеници по източнокатолическия обред. През 1945 г. завършва богословие в Папския Григориански университет, а на следващата година представя дипломна работа на тема „За концепцията на съветската демокрация“.
На 15 октомври 1947 г. завръщайки се в България в международния влак на гара Драгоман отец Купен Михайлов е арестуван заедно с отец Гаврил Беловеждов. След близо 40-дневен престой в следствения арест в София, те са интернирани в провинцията.
От 1949 до 1952 г. е преподавател и под директор на семинарията на отците пасионисти в град Русе. Подсъдим е на процеса срещу Католическата Църква през 1952 г. и е осъден на 12 години затвор за „шпионаж в полза на Ватикана и на империалистите“.
От 1961 г. е енорист в енорията „Света Троица“ в село Куклен, където остава цели 22 години. През 1971 г. получава разрешение да пътува в чужбина. Заминава за Рим, където на 13 май провежда конференция на тема „Ронкали видян от българите“. Приет е и от папа Павел VI.
От 1983 г. до 1999 г. е енорист в двете католически енории – „Успение Богородично“ и „Дева Мария Богородица“ – в Бургас. През 1991 монсеньор Марио Рици, първият Апостолически нунций в България, назначава архимандрит Купен Михайлов за секретар на Културния център „Ронкали“ в нунциатурата в София. Той превежда енцикликите Centesimus annus и съборната конституция Gauduim et spes и започва „Годишник на католическата църква в България“. Превежда книгата „Път“ на Блажен Хоземария Ескрива де Балагуер.
Умира на 19 март 1999 г. Погребан е в родния си град.